# D1-VTR

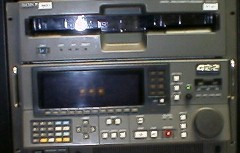
Sony D-1 VTR DVR-2000

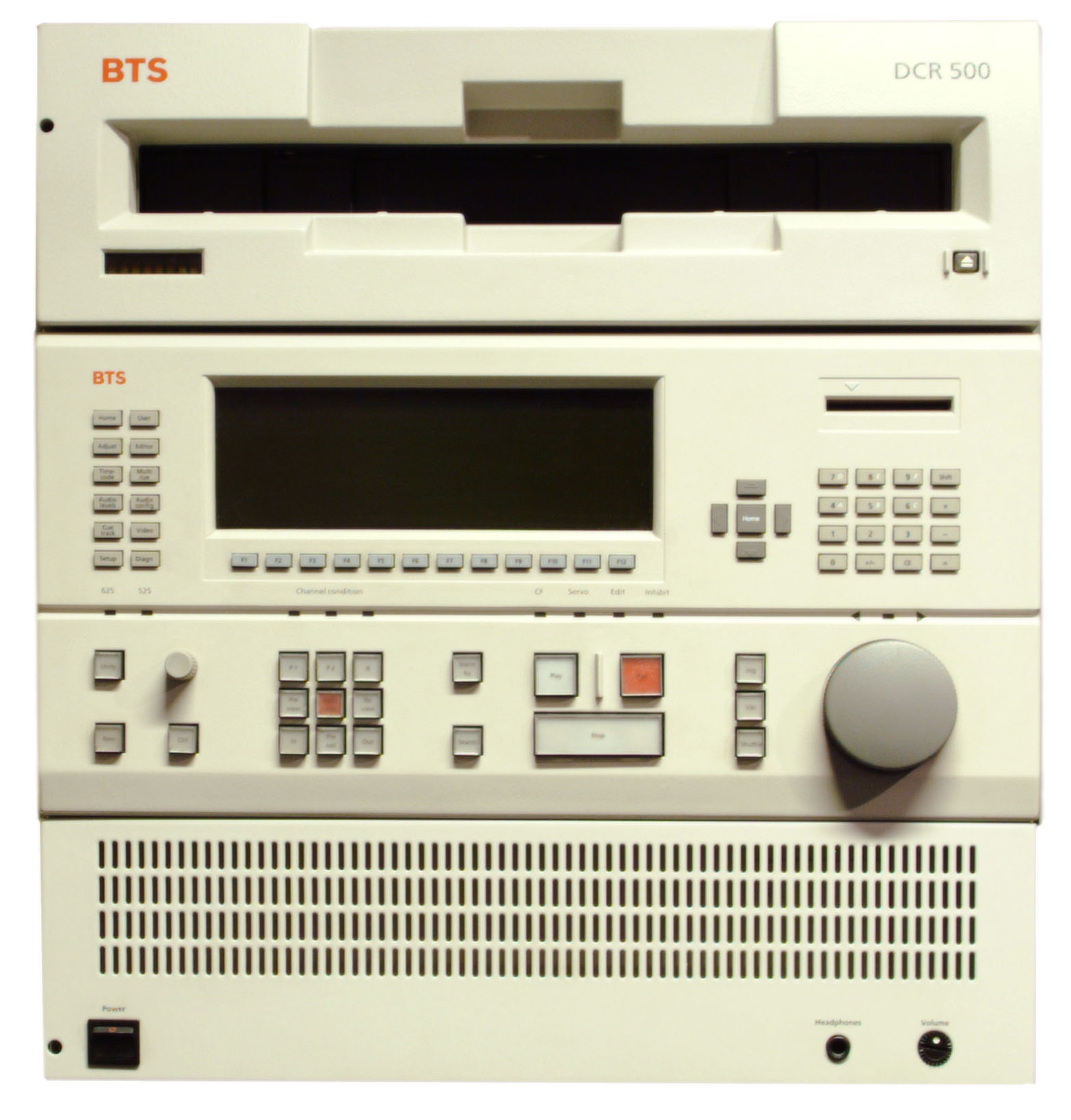
BTS D-1 VTR DCR-500

D-1 VTRとはITU-R BT.601フォーマット（4:2:2コンポーネント方式）で符号化されたデジタルビデオ信号を、19mm（約3/4インチ）カセットテープに非圧縮で記録する放送業務用VTRである。

## 概要
1982年に日米欧で共通のデジタルビデオ記録・伝送フォーマットを策定する目的で標準化が行われた。この結果決まった4:2:2コンポーネント符号化規格がCCIR 601、現在のITU-R BT.601である。ITU-R BT.601規格のサンプリング（標本化）周波数は、輝度信号Yが13.5MHz、色差信号R-Y, B-Yが各々6.75MHzである。ITU-R BT.601規格に則った信号（D-1 VTRの入出力インターフェース信号）を「D-1信号」と呼ぶこともある。
続いてこの方式による放送業務用VTRの規格化が行われ、1986年にCCIR 657として制定後、ソニーとBTS（ボッシュとフィリップスとの合弁放送機器メーカー、その後フランスのThomsonに買収され現在はGrass Valleyが継承）が対応するVTRを発売した。
SDTV用VTRとしては当時最高画質であり、テレビコマーシャルの編集やコンピュータグラフィックスの出力など高画質を要求される分野で用いられたが、放送局では機器が高価なこと（VTRだけでなく編集設備もコンポーネント信号に対応させる必要がある、コンポジット映像信号用機器も残るので変換機器が必要など）、ビデオテープのランニングコストが高いことなどからD-2 VTRの方が普及した。
D-1 VTRの入出力インターフェースの物理規格は初代機のDVR-1000ではECLレベルのパラレル式（ITU-R BT.656）であったが、ソニーが同軸ケーブルを用いたシリアル伝送方式を開発し、2世代目のDVR-2000に実装し普及させた（SMPTE 259Mとして規格化。SDIと略される。）ため、のちの圧縮技術を用いた放送業務用デジタルVTRの多くがSDIをインターフェース規格として採用した。また、プロダクションスイッチャー等のビデオ編集・制作機器も「D-1信号」の「SDI」に対応した製品が普及している。

## D-1 フォーマット概要
※525/59.94/2：1インターレース方式の場合を“525”、625/50/2：1インターレース方式の場合を“625”と付記。
- 記録方式：ヘリカルスキャン方式
- ヘッドドラム回転数：150Hz/1.001（525）／150Hz（625）（9,000rpm）
- 記録ヘッド数：4
- 総トラック数/sec：600track/sec（10track/Field：525／12track/Field：625）
- ヘッドドラム径：75mm
- 巻き付け角：約270°
- ヘッド相対速度：約35.6m/s
- 記録トラック幅：35μm
- トラックピッチ：45μm（内、ガードバンド10μm）
- アジマス角：0°
- カセットテープサイズ: 254×150×33mm（M）、他にLとSがあり
- テープ磁性体：酸化鉄塗布型（保磁力：850 Oe）
- テープ幅：19mm（約3/4インチ）
- テープ厚：16μmまたは13μm
- テープ送り速度：約286.6mm/s
- 記録時間：94分（13μmテープ、Lカセット）
- 信号記録方式：デジタル記録
  - 情報源符号化方式
    - 映像：4:2:2コンポーネントデジタル * 8bit量子化 * 8-8変換（非圧縮）
      - 映像帯域幅（±0.1dB） - Y：5.75MHz、B-Y/R-Y：2.75MHz
      - 標本化周波数 - Y：13.5MHz、B-Y/R-Y：6.75MHz
      - 総サンプル数/line - 858（525）／ 864（625）
      - 有効サンプル数/line - 720（525／625）
      - 総記録ライン数/Frame- 500（525）／ 600（625）

    - 音声：非圧縮 48kHz/20ビット直線量子化×4ch *2重書き

  - チャネル記録速度：約80Mbps/ヘッド（正味、約176Mbps）
  - 記録（チャネル）符号化方式：スクランブルドNRZ*RS積符号（Inner[60,64]/Outer[30,32]）

前述の様に当時最高画質のSDTV用VTRであったが、8bitで量子化するフォーマットだったため ポストプロダクションでの画面合成（キーイングなど）には十分とは言えず、その後10bit量子化のD-5 VTRやDigital BETACAM VTRなどの商品化に繋がった。

## 規格名称
- CCIR 657：CCIR Recommendation 657：Digital Television Tape Recording
- SMPTE ST 224：SMPTEによる記録方式規格[2]
- SMPTE ST 225：磁気テープ規格[3]
- SMPTE ST 226：テープカセット規格（D-1/D-2共通）[4]
- SMPTE ST 227：テープへの記録フォーマット（映像データ）[5]
- SMPTE ST 228：同上（タイムコード、制御、キューデータ）[6]
- SMPTE ST 125：パラレルインターフェース規格[7]
- SMPTE ST 259：シリアルデジタルインターフェイス規格[8]